# 棍飛
棍飛（こんぴ）とは、分銅鎖に分類されるもので捕具である。南北朝時代に中国から伝来した。全長4尺。鎖の片側に大きい将棋駒型の分銅が付いており反対側は輪もしくは鉄片となっている。輪もしくは鉄片の中に指をかけることで片手で持ち振り打つことを目的とする。先端に鎌を取り付けることで鎖鎌としても使用された。江戸時代には捕り物においても使われた。